# Digital Naïve

## Description
Les Digital Naïves tirent leur nom des Digital Natives, appelés aussi les enfants du numérique. Dans les années 2000, Prensky (en),, décrivait les enfants nés depuis la fin des années 1980, comme des Digital Natives. Baignés dans les nouvelles technologies dès la naissance, ils auraient des compétences innées pour les technologies numériques contrairement aux générations présidentes. Cependant, la recherche montre que ces générations n'ont en réalité pas les compétences adéquates à la maitrise des outils numériques ou n'exploitent pas ces compétences de manière adéquate.

## Définition
Les Digital naïves sont les personnes nées à l'ère du numérique mais qui ne disposent pas des compétences nécessaires et suffisantes pour utiliser des outils numériques avec une maitrise adéquate et adaptée.

## Difficultés mises en évidence par la recherche
Bennett (2008)  explique que le monde est devenu technologique progressivement et non pas par révolution. Les jeunes agissent donc différemment mais ne sont pas différents des autres générations.
Ce qui caractérise leur usage du numérique est la facilité,,, les jeunes sont des consommateurs qui n'utilisent plus l'ordinateur comme un outil pour réaliser des tâches mais qui s'en servent comme un média interactif, une sorte de télévision. Le consommateur devient passif et n'a plus la volonté de maitriser la machine.
Pour De Bruyckere, P. et Kirschner, P. (2017),,,, en dehors des réseaux sociaux et des jeux, les jeunes ne maitrisent pas l'informatique, que ce soit le traitement de texte, les tableurs ou même la recherche internet, leurs connaissances ne sont que superficielles. La croyance d'une maitrise numérique innée serait contre-productive et cette pensée amènerait à négliger le travail de transmission nécessaire à une utilisation efficace. Les compétences utilisées dans l'usage privé ne sont pas transférées vers les sphères académiques et professionnelles.
Hargittai et Shafer (2006)  expliquent qu’une bonne perception des compétences numériques conduit les étudiants à se dispenser des cours tels que l’utilisation de traitement de texte ou la recherche documentaire. Les étudiants ont tendance à surestimer leurs compétences numériques. Les jeunes utilisent des outils sans identifier le plus adapté à leurs besoins. L’habilité dont ils font preuve avec les outils ne les aident pas réellement puisque beaucoup du potentiel reste inconnu. Il est peu probable que cette génération soit capable de maitriser le développement du numérique car ils sont finalement moins bien préparés que la génération précédente qui s'intéressait réellement à l'informatique.
D'après l'OCDE , l'utilisation du numérique serait liée aux revenus des familles, au genre, à l'âge et à l'éducation. On distingue les "info-riches" des "info-pauvres"  selon s'ils bénéficient ou pas d'accès au numérique, une ségrégation se construit alors entre les deux milieux. La différence est matérielle mais aussi intellectuelle et sociale car elle demande un savoir-faire et un savoir-être sociotechnique.

## Les différents usages du numérique
L'utilisation d'internet : À partir des années 2000, des inquiétudes sur les dangers d'internet sont apparues mettant en évidence le fait que les adolescents sont confrontés à des contenus violents, choquants et sont une cible marketing, sans regard critique suffisant. De plus, les jeunes ne sont pas sensibilisés à la censure, au filtrage ou aux lois contre le téléchargement illégal. Il s'agit pour eux d'un environnement confus dans lequel il n'y a pas de repères clairs.
L'utilisation des outils de communication : Jouet & Pasquier en 1999 , parlent d’une génération « culture à l’écran », utilisateurs intensifs du web, des blogs, des messageries instantanées ou de téléchargement multimédia. Les outils de communication permettent de garder un lien social mais cette pratique entraine l'exclusion ou l'incompréhension de ceux qui ne l'utilise pas. L’usage des TIC permet de se forger une identité et de la maintenir à un certain rang !
L'utilisation des jeux : Les jeux numériques peuvent développer une addiction. Cependant, Nachez et Schmoll (2003) décrivent les jeux comme une manière de se défouler, de s'exprimer et de communiquer.
L'utilisation des outils numériques : il existe une ignorance matérielle, du traitement de l'information ainsi que l'utilisation de tableur et de traitement de texte.

## La problématique des écoles: une fracture entre la sphère scolaire et privée
L’usage des technologies est omniprésent dans le quotidien non scolaire et les compétences relèvent d’un réel capital culturel juvénile .
Mediappro (2006) ,, déclare qu'il existe un "fossé entre les usages d'Internet à la maison et à l'école". Il est important de réduire la fracture numérique en proposant une base des concepts informatiques, une éducation aux médias et en informant les élèves sur les métiers du numérique tout en développant la recherche, le tri et l’identification d’informations.
Dans sa thèse Fluckiger en 2006 , met en évidence les difficultés d’intégration de TIC dans les pratiques scolaires. Obligatoire depuis 2006 en France, la maitrise de compétences numériques doit être assurée par l’école.
Mais les contraintes sont omniprésentes, les utilisations sont dirigées, surveillées et à terme, évaluées. Le caractère ludique et spontané n’est plus présent. Les apprenants sont en décalage. L'utilisation intuitive du numérique conduit à l'incapacité de transférer par l'incapacité à verbaliser et à conceptualiser. La facilité apparente dont font preuve les adolescents pour commenter un blog ou chercher une chanson cache une réelle incompréhension du mécanisme informatique.
Les écoles provoquent les inégalités,,, en refusant de changer. Peu d'établissements fournissent une aide aux étudiants pour construire leur environnement numérique alors que le numérique est de plus en plus utilisé dans les cours. Ces compétences deviennent alors un facteur influençant la réussite ou l'échec de l'étudiant.
Afin de diminuer les inégalités, il est important d'intégrer la littératie numérique dans les programmes scolaires de manière transversale ce qui amènerait une autonomie consciente et réflexive des enfants grâce à une éducation aux et par les médias numériques. Cette compétence permet de se décentrer des techniques afin de prendre en compte la dimension informelle et sociale des médias.
Au niveau des programmes d'étude un décret fixe un socle commun de connaissances qui doit être maitrisé en fin de collège. Les cours d'éducations aux médias sont donc une priorité mais demandent une réflexion sur la mise en œuvre, les priorités pédagogiques, la formation enseignante et l'apprentissage de l'esprit crique que cette discipline demande.

## Rôle de l'école et compétences à développer
Frinking & al. (2005), expliquent la nécessité de maîtriser des compétences pour entrer dans la vie socio-économique : 
- utiliser les outils informatisés
- maintenir et installer les outils informatisés
- améliorer le potentiel technologique en augmentant les performances ou en innovant

Pour atteindre ces compétences, le numérique doit être intégré dans le système éducatif afin de former les enfants de manière équitable sur l'utilisation de ces outils.
Il est donc nécessaire de connaitre les difficultés, conscientes et inconscientes, que les jeunes rencontrent dans le numérique.
Ensuite, l'école doit apporter des stratégies afin d'amener à un regard réflexif et une utilisation efficace de ces outils. En Belgique, des référentiels de compétences ,,« éducation aux médias » sont en cours de rédaction, mais des exemples concrets , peuvent déjà être envisagés par l’enseignant pour faire en sorte de développer chez l’apprenant : 
- La perception, la compréhension et l'esprit critique face aux médias
- L'appropriation de l'environnement informatique
- La production et l'utilisation des documents dans un traitement de textes, un tableau, un PowerPoint
- La recherche documentaire et l'utilisation d'un navigateur de recherche de manière pertinente et stratégique
- La communication grâce à une éducation aux et par les réseaux sociaux
- L'utilisation des ressources de partage en ligne
- Le développement d'une attitude citoyenne et responsable et le développement d'un regard sur les travers des réseaux sociaux (protection des données, droit à la vie privée, cyber harcèlement…)

Il est donc nécessaire de travailler sur la formation des enseignants à ces différents aspects à aborder en classe avec les élèves. Le rôle de l'école est très important car elle est le lieu où tous les enfants sont égalitaires au niveau des outils et des apprentissages.
Enfin, il est essentiel de renforcer l'utilisation des outils numériques dans des milieux défavorisés tels que les milieux socio-économiques plus pauvres ou les minorités ethniques. L'enseignant doit veiller à amener les enfants à acquérir les mêmes compétences quel que soit son milieu social, économique et culturel. Il faut donc permettre aux enfants qui n'en ont pas les moyens à la maison de pouvoir utiliser des outils et des ressources à l'école.
Afin de vérifier l’atteinte des objectifs, il est important d'évaluer la progression des élèves, leur degré de maitrise, la capacité à réutiliser les acquis dans d'autres situations (transfert), et de vérifier l'équité du dispositif.